# 沙爾瑟克爾 (佛羅里達州)
沙爾瑟克爾（英語：Schall Circle）是位於美國佛羅里達州棕櫚灘縣的一個人口普查指定地區。

## 地理
沙爾瑟克爾的座標為26°42′46″N 80°06′44″W / 26.71278°N 80.11222°W，而該地最高點為海拔高度4米（即13英尺）。

## 人口
根據2010年美國人口普查的數據，沙爾瑟克爾的面積為0.80平方千米，當中陸地面積為0.80平方千米，而水域面積為0.00平方千米。當地共有人口965人，而人口密度為每平方千米1,206人。